# Wiesław Langiewicz
Wiesław Langiewicz, né le 2 janvier 1940, à Przemyśl, en Pologne, est un ancien joueur de basket-ball polonais. Il évolue au poste de meneur

## Biographie
- Champion de Pologne 1964, 1968
- Finaliste du championnat d'Europe 1963
- 3e du championnat d'Europe 1965